# Horst Neugart
Horst Neugart (* 16. Februar 1940 in Schiltach; † 6. Juni 2017 in Heidenheim an der Brenz) war ein deutscher Pädagoge, Theologe und Politiker (CDU). Er war von 2002 bis 2007 Präsident der Synode der Evangelischen Landeskirche in Württemberg.
Neugart besuchte von 1950 bis 1959 das Gymnasium Schramberg. Anschließend studierte er an der Pädagogischen Hochschule und schloss sein Studium 1963 bzw. 1967 mit den Staatsprüfungen in den Fächern Evangelische Theologie und Mathematik ab. Dann war er als Lehrer an verschiedenen Schulen tätig, unter anderem an der Adalbert-Stifter-Realschule (ehemals Albert-Schweitzer-Realschule) Heidenheim an der Brenz, wo er 1969 Konrektor und 1974 Rektor wurde. 1983 wurde er zum Direktor des Staatlichen Seminars für schulpraktische Ausbildung (Realschulen) in Schwäbisch Gmünd berufen.
1993 ernannte ihn die Evangelische Landeskirche in Württemberg zum Schuldekan für die Dekanate Heidenheim und Geislingen. Dieses Amt bekleidete er bis zum Eintritt in den Ruhestand 2003.

## Kirchliches und politisches Engagement
Schon in jungen Jahren war Neugart ehrenamtlicher Mitarbeiter in der örtlichen Kirchengemeinde und in der Jugendarbeit in Schiltach. 1966 bis 1983 war er Kirchengemeinderat in Heidenheim. Außerdem war er als Lektor der Evangelischen Landeskirche in Württemberg tätig. Ferner war er 2. Vorsitzender des Vereins Evangelische Jugendheime Heidenheim e.V., einer sozialen Einrichtung mit Schule und Kinderheimen.
1972 wurde Neugart erstmals in die Synode der Evangelischen Landeskirche in Württemberg gewählt, der er bis heute mit einer Unterbrechung angehört. Die 8. Synode wählte ihn 1972 zum Schriftführer. In der 9. Landessynode war er nur Ersatzmitglied. In der 10. Landessynode wurde er in den Ältestenrat gewählt, dem er auch in der 11. Landessynode angehörte. Die 12. Synode wählte Neugart 1996 zu ihrem 1. stellvertretenden Präsidenten und zum 1. stellvertretenden Vorsitzenden des Ältestenrats. 2002 wurde Neugart von der 13. Landessynode zum Präsidenten der Synode und damit zum Nachfolger von Dorothee Jetter gewählt. Seine Nachfolgerin und Präsidentin der 14. Landessynode ist Christel Hausding.
Neugart war verheiratet und hatte drei erwachsene Kinder. Neben seinem kirchlichen Engagement war Neugart auch politisch aktiv. So gehörte er ab 1981 dem Gemeinderat der Stadt Heidenheim an. Von 2009 bis zu seinem Tod war er Mitglied im Kreistag des Landkreises Heidenheim.
Am 26. April 2008 erhielt er die höchste Auszeichnung des Landes Baden-Württemberg, die Verdienstmedaille des Landes Baden-Württemberg.